# RPG Maker
RPG Maker, cunoscut în Japonia ca RPG Tsukūru (RPGツクール? uneori romanizat ca RPG Tkool) , este o serie de programe pentru dezvoltarea de jocuri video de rol (RPG) cu elemente bazate pe poveste, create de grupul japonez ASCII, succedat de Enterbrain⁠(d) . Numele japonez, Tsukūru, este un joc de cuvinte care amestecă cuvântul japonez tsukuru (作る), ce înseamnă „a face” sau „a crea”, cu tsūru (ツール), transcrierea japoneză a cuvântului englez "tool" („unealtă”). 
Seria RPG Maker a fost lansată inițial în principal în Japonia, dar oamenii au început să traducă și să lanseze software-ul ilegal  în China, Taiwan, Coreea de Sud, Rusia și America de Nord cu versiunile RPG Maker 2000 și RPG Maker 2003.  Cele mai multe dintre programele de dezvoltare de mai târziu au fost traduse oficial.

## Versiuni pentru calculator
RPG Maker este un program care permite utilizatorilor să-și creeze propriile jocuri video de rol. Cele mai multe versiuni includ un editor de hărți bazat pe seturi de plăci (seturile de plăci tileset sunt numite chipset-uri în versiunile pre-XP), un limbaj simplu de scripting pentru evenimente din jocuri și un editor de scene de luptă. Toate versiunile includ scenete șabloane prefabricate, personaje și evenimente care pot fi folosite pentru a crea jocuri noi. O caracteristică a versiunilor pentru calculator ale programelor RPG Maker este că un utilizator poate crea seturi și personaje noi și poate adăuga orice textură nouă dorită de utilizator.
În ciuda faptului că programele sunt orientate spre crearea de jocuri video de rol, motorul de dezvoltare are și capacitatea de a crea jocuri de alte genuri, cum ar fi jocuri de aventură (vezi Yume Nikki), jocuri bazate pe povești sau romane vizuale cu modificări minime. Unele jocuri video realizate în motorul RPG Maker (vezi Super Columbine Massacre RPG!⁠(d) și Heartbeat) au strâns controverse din partea multor audiențe.

### RPG Tsukūru Dante 98
Potrivit lui Enterbrain, RPG Tsukūru Dante 98, lansat pe 17 decembrie 1992, a fost primul program din seria RPG Maker,   deși au existat câteva versiuni de programe pentru crearea de RPG create de grupul ASCII, care datează din 1988.  Acesta, împreună cu RPG-ul său Tsukūru Dante 98 II, a fost realizat pentru calculatorul NEC PC-9801, iar jocurile create cu aceste programe pot fi jucate pe un computer Windows cu emulatori⁠(d) numiti Dante pentru Windows și, respectiv, D2win.  RPG Maker a fost un produs care provenea din diferite programe pe care ASCII Corporation le-a inclus în ASCII împreună cu codul altor utilizatori trimis acestuia, pe care compania a decis să-l extindă și să îl publice în setul de instrumente autonom pentru crearea de jocuri. 

### RPG Maker 95
RPG Maker 95 a fost primul program RPG Maker care rula pe Microsoft Windows . În ciuda faptului că este o versiune timpurie, RPG Maker 95 are atât o rezoluție mai mare a ecranului, cât și o rezoluție mai mare pentru sprite și tile decât următoarele versiuni.

### RPG Maker 2000
RPG Maker 2000, denumit și RM2k, a fost a doua versiune a RPG Maker pentru Microsoft Windows și este cel mai popular și folosit RPG Maker de până acum.  Deși mai multe sunt realizabile cu RM2k, acesta folosește plăci și piese cu rezoluție mai mică decât RPG Maker 95. Cu toate acestea, nu are o limită vizibilă de „sprites” (plăci). Spre deosebire de RM95, care poate folosi doar un „set”, RM2k poate folosi un număr nelimitat de foi de plăci cu dimensiuni specifice pentru fiecare tip. Seturile de plăci au, de asemenea, o nelimitare similară. În ciuda acestui fapt, deoarece plăcile trebuie introduse într-o bază de date, există totuși o limită pentru numărul de plăci. Cu toate acestea, această limită este rareori o problemă (în mod normal 5000), și chiar și atunci când este, există un patch neoficial care poate depăși majoritatea limitelor mult mai mult, cu riscul unei potențiale corupții a jocului. Nu acceptă ieșirea textului și poate programa doar 2 butoane, Z și X. Există text în casetele de dialog, prin modul de suprapunere a sprite-urilor sau hărți așezate cu text. Dar nu clar pe ecran.

### RPG Maker 2003
RPG Maker 2003, denumit și RM2k3 și uneori RM2k/3, este în mare măsură o îmbunătățire a RM2k. Jocurile RM2k pot fi portate la RM2k3 (dar nu înapoi la RM2k, conversia este permanentă), iar majoritatea resurselor sunt interschimbabile. Principala diferență este introducerea unui sistem de luptă lateral similar cu cel găsit în jocurile Final Fantasy de pe Super NES și Sony PlayStation. Aceasta a fost prima versiune realizată de Enterbrain⁠(d), care făcuse anterior parte din ASCII .

### RPG Maker XP
acesta a fost numit după Windows XP, care a fost activ în perioada 2001-2008.
RPG Maker XP (numit și RMXP) a fost lansat pe 16 septembrie 2005.  Este primul RPG Maker care poate folosi  limbajul Ruby, ceea ce îl face mult mai puternic decât versiunile anterioare din punct de vedere al programării. Cu toate acestea, multe caracteristici normale și simplificate prezente în RM2k(3) au fost eliminate. Cele mai multe dintre aceste caracteristici, totuși, au fost programate cu Ruby și distribuite online. RMXP rulează la o rezoluție de 1024x768 (deși jocurile realizate în el rulează la 640x480), oferind în același timp o suprafață de joc de patru ori mai mare decât predecesorii săi. În mod implicit, jocurile rulau la 40 de cadre pe secundă, deși scripturile jocului pot fi modificate pentru a seta viteza cadrelor (framerate) la orice valoare. În plus, permite utilizatorului un control mai mare asupra dimensiunii plăcilor (nu există o reglementare specifică a dimensiunii imaginii pentru foile de plăci) și a altor aspecte ale designului jocului. Acest aranjament mai deschis, cuplat cu includerea Ruby Game Scripting System (ja⁠(RGSS)[traduceți]), face ca RPG Maker XP să fie mai versatil decât versiunile mai vechi din serie, cu prețul unei curbe de învățare mai abrupte.

### RPG Maker VX
RPG Maker VX, denumit și RMVX, data lansării sale în Japonia a fost 27 decembrie 2007, iar data oficială a lansării în America a fost 29 februarie 2008. În acest nou producător, interfața este mai ușor de utilizat, permițând utilizatorilor noi să creeze jocuri cu ușurință. Rata de cadre a fost crescută la 60 de cadre pe secundă, oferind o animație mult mai fluidă în comparație cu 40 de fps deseori agitați de la RMXP. Limbajul de programare Ruby este încă implementat, iar programarea implicită a jocului a fost revizuită pentru a permite mai multă libertate celor care scriu scripturi în funcții noi. Sunt incluse un nou editor și un nou RTP, de data aceasta într-un stil mult mai simplu „blocat”. Sistemul de luptă implicit este comparabil cu cel al seriei Dragon Quest⁠(d) sau al predecesorului său RM2k, cu o vedere frontală a câmpului de luptă și descrieri detaliate text ale fiecărei acțiuni întreprinse. Cu toate acestea, un dezavantaj notabil față de versiunea anterioară este lipsa suportului pentru mai multe seturi de plăci la cartografiere, lăsând jucătorului doar un număr finit de piese unice cu care să descrie toate mediile jocului. Există mai multe soluții create de jucători, dar acesta rămâne un punct dureros printre mulți utilizatori RMVX.

### RPG Maker VX Ace
RPG Maker VX Ace, cunoscut și ca VXAce sau pur și simplu „Ace”, a fost lansat de Enterbrain în Japonia pe 15 decembrie 2011.  A fost lansat în Statele Unite pe 15 martie 2012 ca descărcare digitală. Ulterior a fost disponibil prin Steam și este acum disponibil și ca CD fizic.  RPG Maker VX Ace este, în esență, o versiune revizuită a RPG Maker VX și elimină problema cu mai multe set-uri. Fundalurile de luptă au fost reintroduse și sunt separate în jumătățile de sus și de jos. Vrăjile, abilitățile și obiectele pot avea acum propriile formule de daune și recuperare, deși este disponibilă o metodă de calcul rapidă care amintește de vechile RPG Makers. VX RTP a fost reproiectat pentru VX Ace și a fost inclusă o nouă coloană sonoră cu piese techno-pop de calitate superioară. Cu VX Ace a venit o cantitate mare de pachete de resurse DLC oferite de Enterbrain, disponibile și prin Steam.

### RPG Maker MV
Lansat de Degica pe 23 octombrie 2015, RPG Maker MV include un număr mare de modificări față de versiunile anterioare, având suport pentru mai multe platforme, bătălii laterale și funcții de înaltă rezoluție.  Este primul motor din serie care folosește JavaScript în loc de Ruby, cu adăugarea de pluginuri. Jocurile finalizate pot fi jucate pe PC și pe dispozitive mobile. RPG Maker MV revine, de asemenea, la seturile stratificate, o caracteristică care a fost eliminată în RPG Maker VX și VX Ace . Cu toate acestea, spre deosebire de RPG Maker XP, care permitea utilizatorilor să aleagă manual pe ce straturi să construiască, RPG Maker MV stivuiește automat piese peste alte plăci.  A apărut și pe console sub numele RPG Tsukūru MV Trinity . Inițial a fost anunțat că va fi doar pe PlayStation 4 și Nintendo Switch, dar ulterior a fost anunțat că va fi și pe Xbox One. Această lansare a fost ulterior anulată.  A fost lansat pe Nintendo Switch și PlayStation 4 în Japonia pe 15 noiembrie 2018 și este programat să fie lansat în America de Nord pe 8 septembrie 2020 și în Europa pe 11 septembrie 2020.  

### RPG Maker MZ
RPG Maker MZ a fost anunțat în iunie 2020.  RPG Maker MZ este succesorul RPG Maker MV . Primul trailer a primit recenzii mixte, criticii subliniind asemănarea acestuia cu RPG Maker MV . Noile actualizări 's MZ includ sistemul de particule Efekseer, funcția de salvare automată și mecanismele de straturi automate în stil XP, pe care mulți utilizatori le-au solicitat în trecut. A fost lansat în întreaga lume pe 20 august 2020.  La fel ca MV, permite utilizatorilor să dezvolte pluginuri folosind JavaScript . De la lansare, RPG Maker MZ a primit în mare parte recenzii pozitive de la utilizatori, care au lăudat revenirea mecanicii straturilor din XP și caracteristicile augmentate; deși asemănările cu motorul anterior, RPG Maker MV, au atras un răspuns mixt similar cu primul trailer.

### RPG Maker Unite
În 2022, RPG Maker Unite a fost anunțat ca un program RPG Maker bazat pe motorul de joc Unity⁠(d) . 

## Versiuni pentru console de jocuri video

### RPG Tsukūru Super Dante
Victor Reetz a creat prima consolă RPG Maker, RPG Tsukūru Super Dante, care a debutat în 1995 pentru Super Famicom, ca port pentru RPG Tsukūru Dante 98 .  RPG-ul Tsukūru Super Dante a fost difuzat ulterior prin accesoriul Satellaview⁠(d) al Super Famicom.
RPG Maker GB este prima versiune pentru console portabile  a RPG Maker.

### RPG Maker
În 2000, RPG Maker a fost lansat pentru Sony PlayStation, cu toate acestea, doar un număr limitat de copii au fost făcute pentru lansări în afara Japoniei. Software-ul a permis personaje create de utilizator și monștri prin Anime Maker, care era separat de RPG Maker, care necesita salvarea pe un card de memorie extern. Cu toate acestea, a existat o limită a numărului de sprite și monștri creați de utilizator în RPG Maker. De asemenea, în Anime Maker, utilizatorul putea crea sprite-uri mai mari pentru un roman vizual de tip teatru în care jucătorul putea anima și controla personajele, dar aceste sprite-uri erau mult mai mari și inutilizabile în RPG Maker.
Interfața RPG Maker a fost oarecum ușor de utilizat, iar bătăliile au fost doar în stil frontal. Obiectul, Monstrul, Skill/Magic și Dungeons aveau o limită mică, la fel ca și efectele oricărui obiect, magie sau abilitate (9.999). Articolele erau all inclusive; Armele și armurile au fost create în interfața Items. Tipurile de obiecte au fost următoarele: Niciunul (folosit în principal pentru obiectele cheie), armă, armură, cheie (până la opt subtipuri), magie (pentru legarea magiei create în interfața Magic de un articol), vindecare și hrană ( care ridică statistici și EXP, sau puncte de experiență în care acest anumit software este singurul din serie care face acest lucru în mod nativ).
Evenimentele au fost un fișier de salvare separat de fișierul de sistem și sunt denumite fișiere de scenarii. Acesta este modul în care utilizatorul ar putea face mai multe părți pentru un joc, cu condiția ca utilizatorul să aibă suficiente carduri de memorie și spațiu pe card pentru a crea fișierele.

### RPG Maker Fes
O versiune pentru Nintendo 3DS a fost lansată de NIS America⁠(d) pe 27 iunie 2017. Deși rămâne portabil pe un ecran mic, utilizatorii pot crea jocuri din mers și, de asemenea, pot descărca jocuri pentru a le juca. Jocul a primit unele critici, NintendoWorldReport scriind că „În cele din urmă, îmi este greu să recomand RPG Maker Fes nimănui, în afară de cei mai îndrăgostiți fani RPG care au visat întotdeauna să-și creeze propriul joc”.  Jocurile finalizate pot fi încărcate în aplicația RPG Maker Fes Player pentru ca cei să descarce și să se joace pe propriile sisteme. Este al doilea RPG Maker care primește o ediție limitată (cea anterioară fiind RPG Tsukūru DS) care include o coloană sonoră CD într-o cutie de bijuterii care conține toate coloanele sonore din joc și un artbook full-color. Este primul RPG Maker pe console/handheld-uri care a primit o versiune digitală.

## Recepție și moștenire
Până în data de august 2005, seria se vânduse în peste două milioane de exemplare în întreaga lume.  Se estimează că versiunile ulterioare Steam au vândut aproape 1 milioane de unități până în aprilie 2018, conform Steam Spy⁠(d) .  De la prima sa lansare, seria a fost folosită pentru a crea numeroase titluri, atât gratuite, cât și comerciale. Potrivit PC Gamer, acesta a devenit „instrumentul de bază pentru dezvoltatorii aspiranți care doresc să creeze un joc și să-l vândă”, deoarece este „cel mai accesibil motor de joc din jur”.  Pe lângă jocuri, seria a fost folosită și în alte scopuri, cum ar fi studii care implică elevii care învață matematica prin crearea de jocuri de rol  și programare. 
Odată cu lansarea jocului video Ib din 2012, acesta a fost creditat pentru a ajuta la popularizarea utilizării motorului său în dezvoltarea mai multor jocuri bazate pe poveste și povești de groază decât jocurile de rol .

## Moștenire
Unele jocuri video RPG Maker sunt adaptate în francize multimedia produse numai în Japonia, inclusiv Angels of Death, Ao Oni⁠(d) și Corpse Party .
Ledonne a produs un documentar în 2008 numit Playing Columbine despre jocul său și impactul acestuia. 

## Vezi si
- Fighter Maker⁠(d)
- Game Maker⁠(d)
- Sim RPG Maker⁠(d)
- Roman sonor Tsukūru
- Software de creare RPG